# Giao hưởng số 7 (Shostakovich)

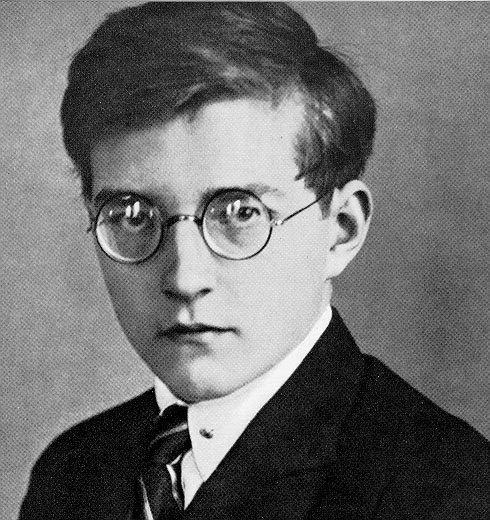
Dmitri Shostakovich

Giao hưởng số 7, cung Đô trưởng, Op. 60, hay còn gọi là Giao hưởng Leningrad là bản giao hưởng của nhà soạn nhạc Xô viết Dmitri Shostakovich. Ông viết bản giao hưởng này trong một hoàn cảnh rất đặc biệt: Trong thời gian đầu Chiến tranh Vệ quốc vĩ đại, thành phố Leningrad bị phát xít Đức bao vây. Tuy vậy, Shostakovich không lánh đi mà ở lại giữa vòng lửa đạn của kẻ thù. Lúc ấy, tức là năm 1941, bản giao hưởng mang tên Leningrad đã ra đời.